# Hylister
Hylister is een geslacht van haften (Ephemeroptera) uit de familie Leptophlebiidae.

## Soorten
Het geslacht Hylister omvat de volgende soorten:
- Hylister chimaera
- Hylister plaumanni